# Bouhouda
Bouhouda (en àrab بوهودة, Būhūda; en amazic ⴱⵓⵀⵓⴷⴰ) és una comuna rural de la província de Taounate, a la regió de Fes-Meknès, al Marroc. Segons el cens de 2014 tenia una població total de 26.236 persones.